# Tonni Nielsen
Tonni "Numme" Nielsen (født 12. september 1949) er den nuværende professionelle fodboldstræner for Skjold Birkerød. I sin karriere som spiller, opnåede Tonni Nielsen 223 divisionskampe for Fremad Amager.

## Spillerkarriere
- ????-????: Boldklubben Fremad Amager

## Trænerkarriere
- 1985-1988: Skovshoved Idrætsforening
- 1989-1990: Skjold Birkerød
- 1991-1995: Boldklubben Fremad Amager, 1. division og Superligaen
- 1996 (1. januar – 17. december): Akademisk Boldklub, 1. division og Superligaen, fyret
- 1998-1999: Holbæk B&I
- (2001): Skjold Birkerød, ?